# Benjamin Morel (homme politique)
Pour les articles homonymes, voir Benjamin Morel et Morel.
Benjamin Morel, né le 26 mars 1781 à Dunkerque (Flandre française) et décédé le 25 août 1860 à Dunkerque (Nord) est un homme politique français.

## Biographie
Négociant, capitaine de la garde nationale de Dunkerque, il devient Conseiller municipal de Dunkerque en  1817 et cela jusqu'en 1848. Il est élu Député du 1er arrondissement électoral du Nord (Dunkerque), le 17 novembre 1827, par 190 voix (339 votants, 394 inscrits), contre 149 à M. Baudon, et fut réélu, le 23 juin 1830, par 214 voix (376 votants, 414 inscrits), contre 159 voix à M. François Ferrier, directeur des douanes de Dunkerque. 
Arguant de problèmes familiaux, il démissionne le 22 novembre 1830, mais est réélu, le 20 décembre suivant, par 226 voix (248 votants, 449 inscrits) ; il rentre, l'année suivante, dans la vie privée.       
A Dunkerque il est connu pour être à l'origine de la création de la Société Humaine de Dunkerque en 1834. Cette société rejoindra la Société Centrale de Sauvetage des Naufragés en 1872.
Il est aussi le fondateur du Musée de Dunkerque inauguré le 27 juin 1841, ainsi qu'un contributeur à l'érection de la statue de Jean Bart en 1845 .

## Distinctions
- Chevalier de la Légion d'honneur par décret du 26 avril 1843[7].
- Nommé, par la Reine Dona Maria[Qui ?], chevalier de l'ordre de Notre-Dame de l'Immaculée-Conception de Villa-Viciosa, dont il a été autorisé à porter la décoration, par décret impérial du mois de juin 1854[8].
- Médaille d’or à l’effigie de la reine Victoria, envoyée au gouvernement français pour être transmise à l’honorable président de la Société Humaine de Dunkerque. (L’inscription de la médaille envoyée par lord Clarendon a M. Morel, porte: « The british govemment to Benjamin More] - of Dunkirk, for assistance rendered to shipwrecked british - seamen. December 1855)[6].

## Hommage
- Une rue de Dunkerque porte son nom depuis le 22 avril 1876[9].
- Un lycée professionnel a porté son nom de 1975 à 2007[10].

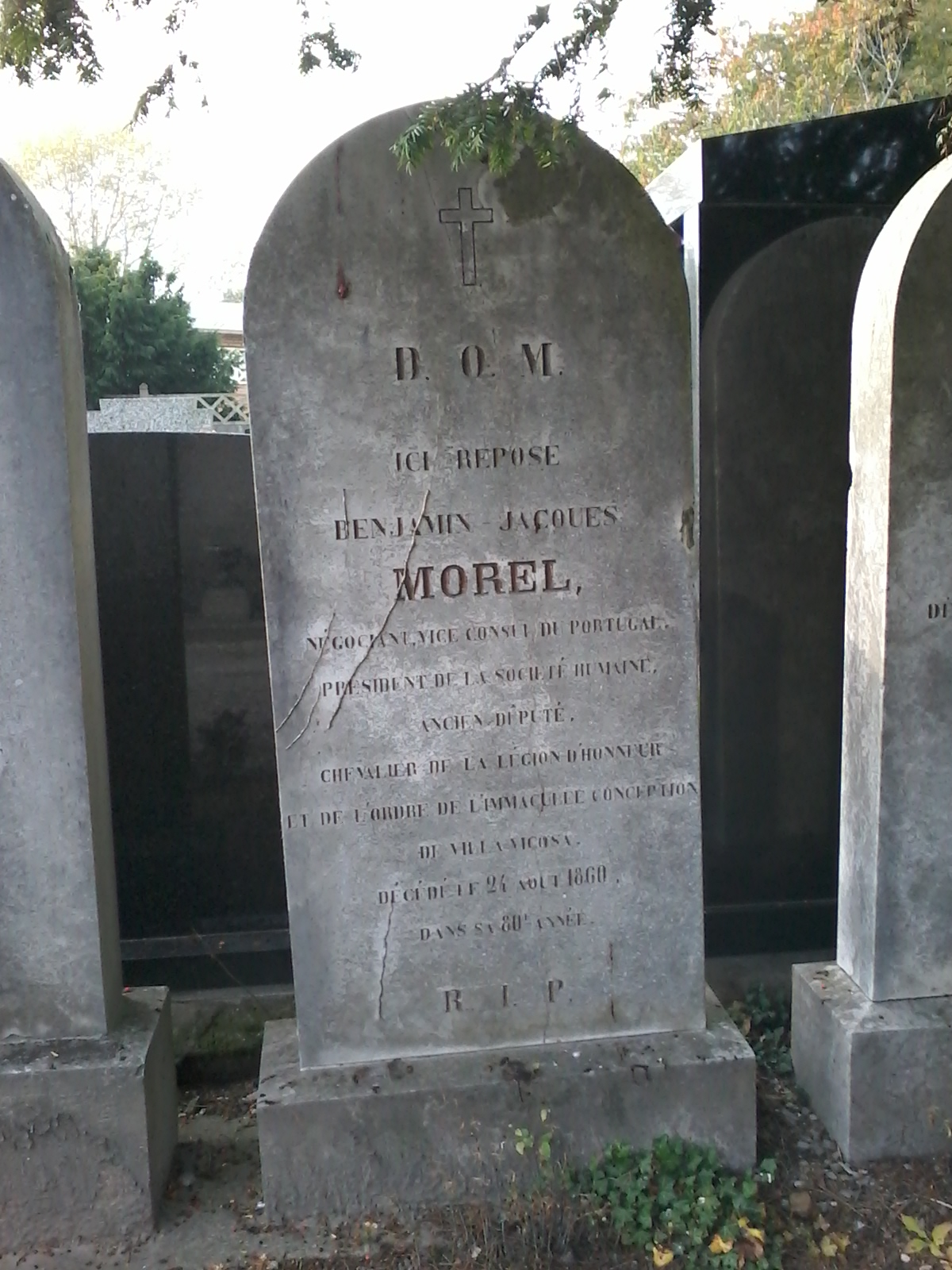
Tombe de Benjamin Morel au Cimetière de Dunkerque

## Sources
- « Benjamin Morel (homme politique) », dans Adolphe Robert et Gaston Cougny, Dictionnaire des parlementaires français, Edgar Bourloton, 1889-1891 [détail de l’édition]